# Kissamey
 Kissamey est un arrondissement du département de Couffo au Bénin. C'est une division administrative sous la juridiction de la commune d'Aplahoué.

## Administration
Kissamey, fait partie des sept arrondissements que compte la commune d'Aplahoué dont: Aplahoué, Atomè, Azovè,Godohou, Dekpo et Lonkly. Cet arrondissement compte 14 villages,.

## Population
Selon le recensement général de la population et de l'habitation (RGPH4) de l'institut national de la statistique et de l'analyse économique (INSAE) au Bénin en 2013, la population de  Kissamey s'élève à 27 692 habitants.
| Indicateur           | 2013   |
| -------------------- | ------ |
| Nombre de ménages    | 5 138  |
| Population féminine  | 15 230 |
| Population masculine | 12 462 |
| Population totale    | 27 692 |

## Galerie de photos

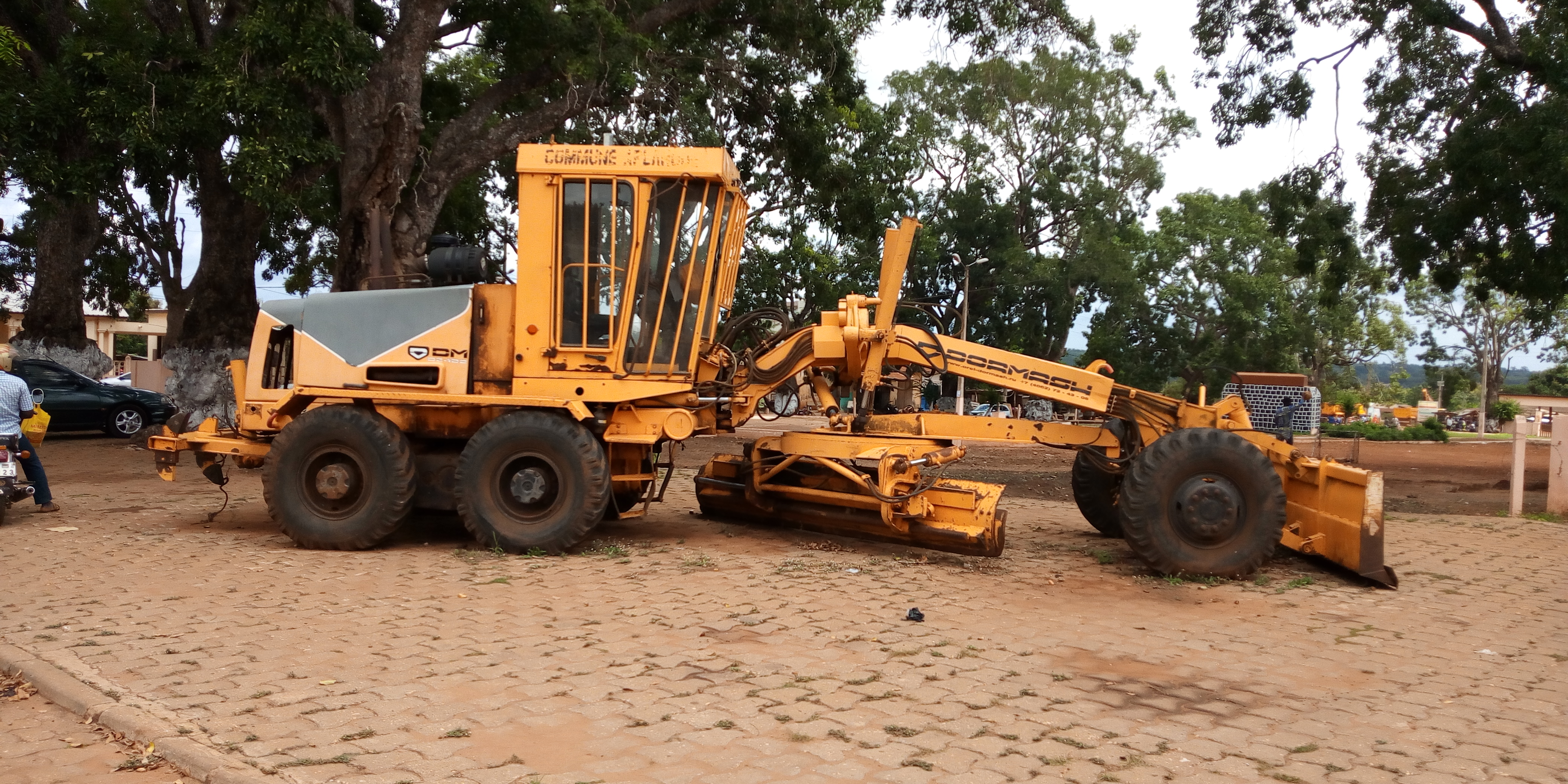
Une épave de caterpillar abandonné sur un espace public à Aplahoué
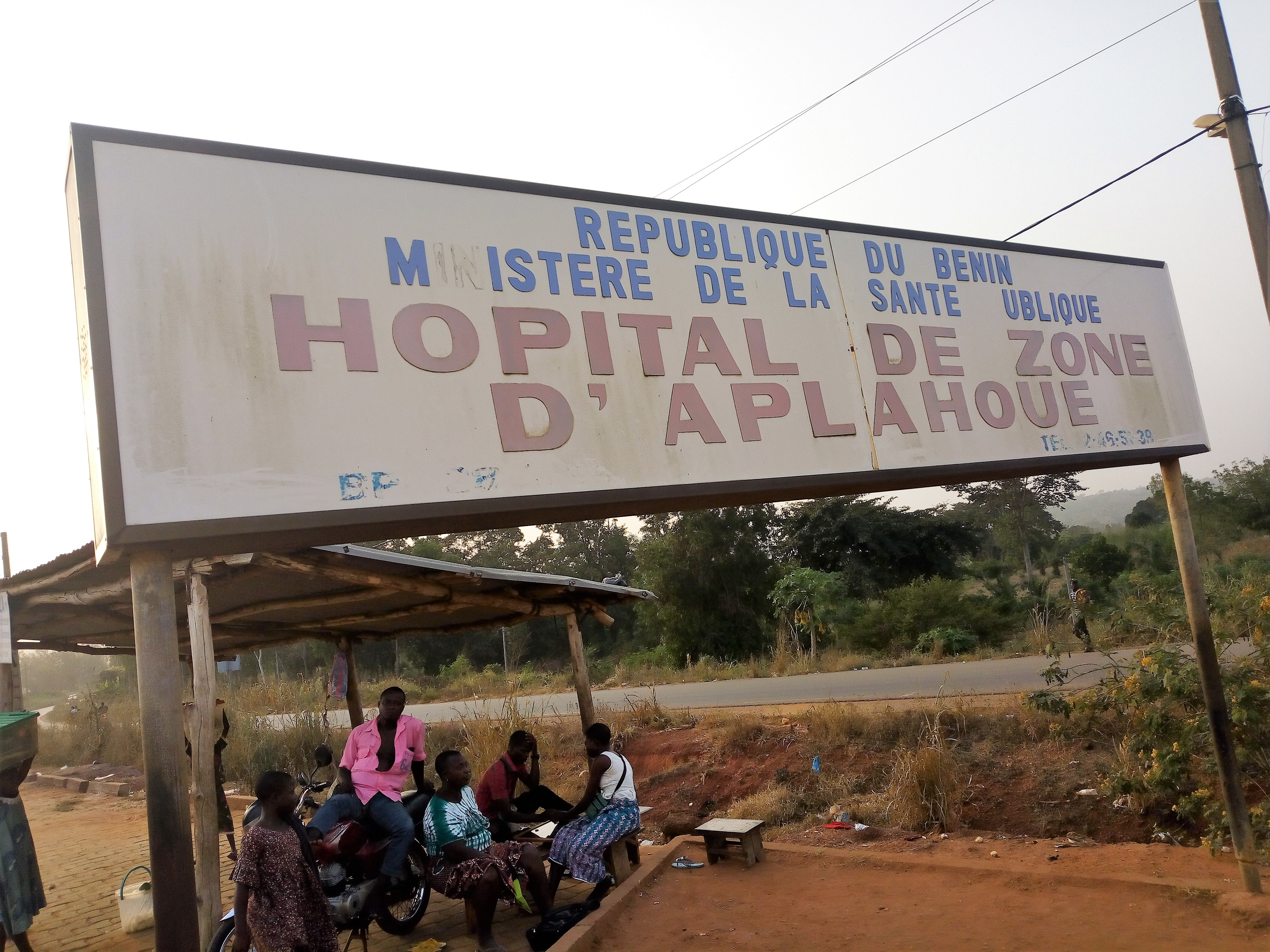
Hôpital de zone Aplahoué au Bénin
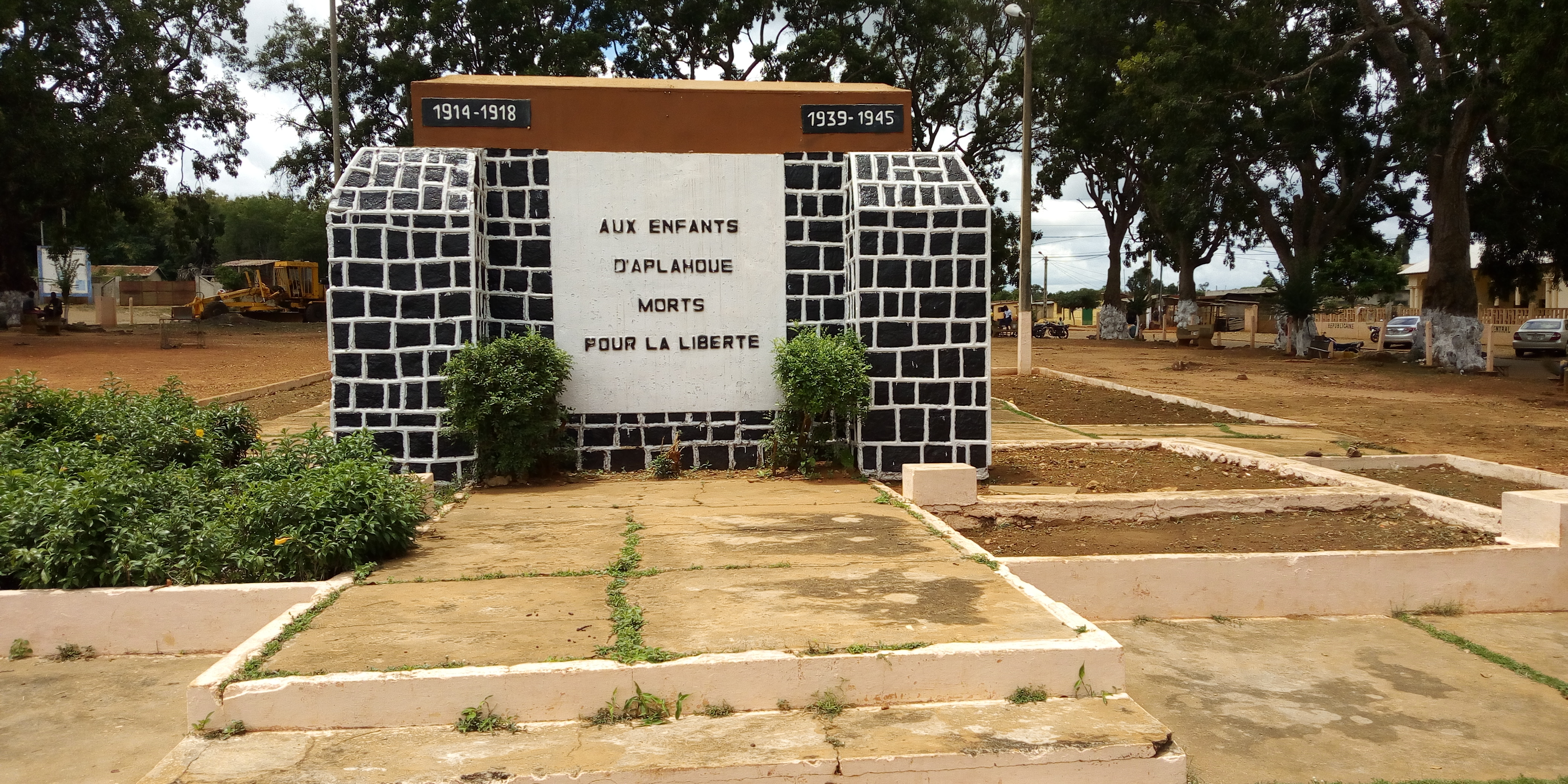
Place publique monuments aux morts à Aplahoué (Bénin)2